# Хорнблоуэр, Саймон
Са́ймон Хорнбло́уэр (англ. Simon Hornblower; 1949 год) — английский антиковед; профессор классических языков и Древней истории в Оксфордском университете и старший научный сотрудник Колледжа Всех Душ.

## Биография
Саймон Хорнблоуэр родился в 1949 году. Обучался в Итонском колледже (являлся здесь королевским стипендиатом), в Кембриджском Колледже Иисуса, где в 1969 г. сдал с отличием экзамен на получение степени бакалавра по классическим языкам, и в Оксфордском Баллиол-колледже, где в 1971 году с отличием сдал выпускной экзамен на степень магистра искусств по классическим языкам и философии, а в 1987 году успешно защитил докторскую диссертацию на тему «Мавсол Карийский».
С 1971 по 1977 год являлся стипендиатом для проведения своих изысканий в Колледже Всех Душ. С 1978 по 1996 год был лектором (University Lecturer) по Древней истории в Оксфордском университете, стипендиатом и преподавателем по классическим языкам в Ориэл-Колледже (Оксфорд). Кроме того, в 1994/1995 году являлся членом Института Перспективных Исследований в Принстоне (Нью-Джерси). Позднее перешел в Университетский Колледж Лондона, где в 1998 году был назначен профессором классических языков и Древней истории. В 2006 году получил должность «Гротовского» профессора по Древней истории, сохраняя при этом должность профессора классических языков.
В 2004 году выбран членом Британской Академии. В 2010 году Хорнблоуер получил пост старшего научного сотрудника Колледжа Всех Душ (Оксфорд). Тогда же ему было присвоено звание профессора классических языков и Древней истории Оксфордского университета.

## Научные интересы и труды
Научные интересы Хорнблоуэра лежат в области классической греческой историографии (прежде всего, Геродот и Фукидид), а также вопрос о том, до какой степени античная историография является литературой, а до какой — историческим источником. Хорнблоуэр опубликовал исторические и литературные комментарии к Фукидиду в 3-х томах (Издательство Оксфордского университета; 1991, 1996, 2008). Он является автором книги «Фукидид и Пиндар: историческое повествование и мир эпиникийской поэзии» (2004).
Также он является соредактором книги «Поэзия Пиндара, патроны и фестивали: от античной Греции до Римской империи» (2007), представляющей собой сборник статей, написанных специалистами по историческому, литературному, археологическому и социологическому аспектам творчества Пиндара и его мира.
С 1979 года Хорнблоуэр участвовал в работе над «Словарем греческих личных имен» и был соредактором книги «Греческие личные имена: их значение как исторических свидетельств» (2000).
Принимал участие — в качестве соредактора и автора ряда ключевых глав — в работе над вторым изданием VI тома «Кембриджской истории древнего мира», вышедшего в свет в 1994 году.
Является соредактором третьего издания «Оксфордского классического словаря» (1996 год).